# شهرستان الخلیس
شهرستان الخلیس  یک شهرستان‌های عراق در عراق است که در استان دیاله واقع شده‌است.